# Logi Geirsson
Logi Geirsson (Reykjavík, 10 de outubro de 1982) é um handebolista profissional islandês, medalhista olímpico.
Logi Geirsson fez parte do elenco da inédita medalha de prata, em Pequim 2008.